# Boris Vladimirovič Zachoder
Boris Vladimirovič Zachoder (rusky Борис Владимирович Заходер; 9. září 1918 Kagul – 7. listopadu 2000 Moskva) byl ruský sovětský spisovatel dětské literatury, básník, scenárista a překladatel.

## Dílo
- Seznam děl v Souborném katalogu ČR, jejichž autorem nebo tématem je Boris Vladimirovič Zachoder